# Ikon (kortárs képzőművészet)
Az ikOn – A képzőművészeti élet eseményei egy független művészeti kezdeményezés, alapítója Koronczi Endre képzőművész. Az adatbázis alapú szolgáltatás 2000. januárban indult azzal a céllal, hogy a kortárs képzőművészeti élet eseményei összehangolhatók és átláthatók legyenek.

## Az ikOn szolgáltatásai
Az online szolgáltatás az intézmények együttműködésére épít, közösségi alapon lehetőséget biztosít az események koordinálására. Az artAkkord segítségével az intézmények egymással összhangban tudják ütemezni a programjukat.
Az artRoll online eseménynaptár a közönséghez szól. Itt mindig friss, aktuális információk láthatók a kortárs képzőművészeti eseményekről.
Az artKomm az adatbázishoz kapcsolódó hírlevél szolgáltatás, mely értesítést küld a kiállítások megnyitójáról, programjaikról, pályázatokról, valamint a szaklapok tartalomról.
Az archívum tartalmazza a 2000 óta megnyílt kiállítások adatbázisát.

## Története
Az ikOn.hu alapítója és üzemeltetője Koronczi Endre képzőművész. A szoftver első változatát Magyarország egyik első internet tartalomszolgáltató vállalkozása, a  Hungary.network Zrt. fejlesztette 1999-ben. Az ikOn.hu nyilvános bemutatója 2000 januárjában a budapesti Műcsarnokban zajlott.

A kezdeményezés 2002-ben szerepelt a Budapest Boksz - Rejtett szcéna az 1990-es években címmel a budapesti Ludwig Múzeumban rendezett kiállításon (kurátor: Hegyi Dóra és Timár Katalin).
Az ikOn.hu 2010. és 2013. között megjelentette a m.ikOn dvd alapú kortárs művészeti folyóiratot. A tíz lapszáma 36 képzőművészt mutat be egy interjú és egy kortárs videóművészeti alkotás közlésével.
A Rejtett mintázatok – a hálózati gondolkodás nyelve című kiállításon a Barabási-Albert László bemutatta az ikOn archívumi adatai felhasználásával készült magyarországi Art network hálózati ábrát. Ludwig Múzeum, 2021.

## Rendezvényei
Nincsen semmi baj - 20 éves az ikOn. A konferencia témája a független kortárs művészeti szcéna működési modelljei, fenntarthatósága, jövőképe. Jurányi Ház, 2020. [Jurányi Ház], 2020. január 27.
IkOn nap 2010 - Kerekasztal-beszélgetések a Képző- és Iparművészeti Szakközépiskola végzős diákjaival a pályaválasztás kérdéseiről. Műcsarnok, 2010. február 24.
"Are you talking to me?" - Kritika és kánon a hálózatban, konferencia. Műcsarnok, 2009. február 26.
Az állandósult utolsó pillanat - a közpénzből fenntartott kortárs művészeti intézmények sorsa, konferencia. Az AICA Magyar Tagozata, a Műcsarnok és az ikOn konferenciája. Műcsarnok, 2007. május 25.
IkOn nap - A hivatalos képzőművészeti intézményrendszer mellett megjelenő alternatív kezdeményezések kommunikációs stratégiái, valamint együttműködési lehetőségeik és a szcénában betöltött szerepeik, műhelykonferencia. Műcsarnok, 2007. január 19.